# 小行星7350
小行星7350（英語：7350）是一颗围绕太阳公转的小行星。1993年11月7日，罗伯特·H·麦克诺特在赛丁泉山发现了此天体。
这颗小行星的绝对星等为336.549206781412等。